# ۱ قدم به جلو ۳ قدم به عقب
۱ قدم به جلو، ۳ قدم به عقب (انگلیسی: 1 Step Forward, 3 Steps Back) ترانه ای است که توسط خواننده و ترانه‌سرای آمریکایی اولیویا رودریگو نوشته و ضبط شده‌است. این چهارمین آهنگ از اولین آلبوم استودیویی او به نام ترش است که در ۲۱ می ۲۰۲۱ از طریق گفن رکوردز منتشر شد. دن نیگرو این آهنگ را تهیه کرده‌است. تیلور سوئیفت و جک آنتونوف نیز اعتبار ترانه‌سرایی را دریافت کردند زیرا ملودی ترانه از ترانه ۲۰۱۷ «روز سال نو» سوئیفت گرفته شده‌است.
متن آهنگ اثرات مضر ارتباط ناسازگار بر یک رابطه عاشقانه را توصیف می‌کند. از نظر موسیقایی، «۱ قدم به جلو، ۳ قدم به عقب» یک تصنیف ملایم با سرعت پایین است که توسط پیانوی مرطوب و باس ظریف هدایت می‌شود. پس از انتشار ترش «۱ قدم به جلو، ۳ قدم به عقب» نظرات مثبت منتقدان موسیقی را دریافت کرد و آنها از سازهای ساده و اشعار آسیب‌پذیر آن تعریف کردند. از نظر تجاری، این آهنگ در استرالیا، کانادا، سنگاپور و ایالات متحده به ۲۰ آهنگ برتر و در نیوزیلند و پرتغال به ۳۰ آهنگ برتر رسید.

## پیش زمینه و انتشار
ما «روز سال نو» را که آهنگ تیلور از آلبوم اعتبار است، درون یابی کردیم. من مفهوم «۱ قدم به جلو» را به ذهنم رساندم و به نوعی شعر نوشتم، و وقتی به خانه رسیدم - در یک سفر جاده ای در ماشین بودم، و وقتی به خانه رسیدم، تصمیم گرفتم آن را دوباره بخوانم. آکوردهای «روز سال نو». به نظر من واقعاً آکوردهای زیبایی هستند. من به اندازه کافی خوش شانس بودم که آن را تأیید کردند و اکنون در ترانه ثبت شده‌است.— اولیویا رودریگو، در گفتگو با بیلبورد در مورد درون‌یابی ترانه روز سال نو
به دنبال معروف شدن اولین تک آهنگ رودریگو «گواهی‌نامه رانندگی»، در ۱۳ آوریل ۲۰۲۱، رودریگو عنوان، لیست آهنگ و اثر هنری جلد اولین آلبوم استودیویی خود، ترش را اعلام کرد. آهنگ چهارم با عنوان «۱ قدم به جلو، ۳ قدم به عقب» بود. در ۲۰ مه ۲۰۲۱، پرسنل مشغول در این آلبوم بر روی پلتفرم‌های موسیقی دیجیتال ظاهر شدند، که در آن تیلور سوئیفت و جک آنتونوف به عنوان ترانه سرایان آلبوم «۱ قدم به جلو، ۳ قدم به عقب» معرفی شدند. رولینگ استون گزارش داد که این ترانه با ترانه ۲۰۱۷ سوئیفت به نام «روز سال نو» را که توسط سوئیفت و آنتونوف نوشته شده بود، ترکیب می‌شود. رودریگو، سوئیفت را به عنوان بزرگترین الهام بخش موسیقی خود و یکی از تأثیرات اصلی در ترش ذکر کرده‌است. این آلبوم در ۲۱ مه ۲۰۲۱ از طریق فروشگاه‌های خرده‌فروشی، موسیقی دیجیتال و پلتفرم‌های پخش موسیقی و همچنین در وب‌سایت رودریگو منتشر شد.